# Skeleton na zimních olympijských hrách
Jízda na skeletonu se na zimních olympijských hrách objevila poprvé už v roce 1928 ve Svatém Mořici. V letech 1932 a 1936 tento sport z programu ZOH vypadl, aby se roku 1948 opět ve stejném místě na jednu olympiádu vrátil. Poté se na ZOH dlouhých 54 let neobjevil, teprve až v roce 2002 v Salt Lake City zažil svoji obnovenou premiéru. Na ZOH v letech 1928 a 1948 závodili na skeletonu jen muži. Po návratu mezi olympijské sporty v roce 2002 začaly soutěžit o cenné kovy i ženy.

## Přehled soutěží
• – oficiální soutěž.
| Soutěž                    | Soutěž                    | 24 | 28 | 32 | 36 | 48 | 52 | 56 | 60 | 64 | 68 | 72 | 76 | 80 | 84 | 88 | 92 | 94 | 98 | 02 | 06 | 10 | 14 | 18 | 22 | Celkem |
| ------------------------- | ------------------------- | -- | -- | -- | -- | -- | -- | -- | -- | -- | -- | -- | -- | -- | -- | -- | -- | -- | -- | -- | -- | -- | -- | -- | -- | ------ |
| muži                      | jednotlivci               |    | •  |    |    | •  |    |    |    |    |    |    |    |    |    |    |    |    |    | •  | •  | •  | •  | •  | •  | 8      |
| ženy                      | jednotlivkyně             |    |    |    |    |    |    |    |    |    |    |    |    |    |    |    |    |    |    | •  | •  | •  | •  | •  | •  | 6      |
|                           |                           |    |    |    |    |    |    |    |    |    |    |    |    |    |    |    |    |    |    |    |    |    |    |    |    |        |
| Počet oficiálních soutěží | Počet oficiálních soutěží |    | 1  |    |    | 1  |    |    |    |    |    |    |    |    |    |    |    |    |    | 2  | 2  | 2  | 2  | 2  | 2  | 14     |

## Medailové pořadí zemí
Aktualizace po Zimních olympijských hrách 2022.
| Pořadí           | Země                               | Zlato | Stříbro | Bronz | Celkem |
| ---------------- | ---------------------------------- | ----- | ------- | ----- | ------ |
| 1.               | Spojené státy americké (USA)       | 3     | 4       | 1     | 8      |
| 2.               | Velká Británie (GBR)               | 3     | 1       | 5     | 9      |
| 3.               | Německo (GER)                      | 2     | 3       | 1     | 6      |
| 4.               | Kanada (CAN)                       | 2     | 1       | 1     | 4      |
| 5.               | Rusko (RUS)                        | 1     | 0       | 2     | 3      |
| 5.               | Švýcarsko (SUI)                    | 1     | 0       | 2     | 3      |
| 6.               | Itálie (ITA)                       | 1     | 0       | 0     | 1      |
| 6.               | Jižní Korea (KOR)                  | 1     | 0       | 0     | 1      |
| 9.               | Lotyšsko (LAT)                     | 0     | 2       | 0     | 2      |
| 10.              | Austrálie (AUS)                    | 0     | 1       | 0     | 1      |
| 10.              | Rakousko (AUT)                     | 0     | 1       | 0     | 1      |
| 10.              | Olympijští sportovci z Ruska (OAR) | 0     | 1       | 0     | 1      |
| 13.              | Čína (CHN)                         | 0     | 0       | 1     | 1      |
| 13.              | Nizozemsko (NED)                   | 0     | 0       | 1     | 1      |
| Celkem (11 zemí) | Celkem (11 zemí)                   | 14    | 14      | 14    | 42     |